# 烏拉圭國家足球隊
乌拉圭国家足球队（西班牙語：Selección de fútbol de Uruguay），是乌拉圭官方的男子国家足球代表队，由乌拉圭足球协会管理，代表乌拉圭参加国际性足球比赛。乌拉圭队是历史最悠久的国家足球队之一，于1901年首次参加正式国际比赛，曾获得2次奥运会足球冠军、2次世界杯足球赛冠军和15次美洲杯（南美足球锦标赛）冠军。乌拉圭队的主体育场为蒙得维的亚的世纪球场，现任主教练为「狂人」馬些路·比爾沙。

## 概况
乌拉圭足球队至今共夺得过17个世界级与大洲级官方足球赛事的冠军，僅次於阿根廷。
早在世界杯足球赛创办之前，乌拉圭队已于1924年和1928年奥运会上连夺两届足球项目冠军。在1930年本土举办的第一届世界杯足球赛上，乌拉圭队成功夺冠；其后又在1950年第二次捧得冠军金杯。乌拉圭队是1916年第一届南美足球锦标赛（美洲杯赛前身）冠军和2011年美洲盃冠军，至今总共获得15次南美冠军，現與阿根廷並列该赛事夺冠次数最多的记录。此外，乌拉圭队还夺得了1980-81年世界冠军金盃足球赛（小世界杯）的冠军。
作为一个只有320多万人口的小国，乌拉圭是赢得过世界杯冠军（或奖牌）的國家中人口最少的一个。历史上只有7个人口比乌拉圭更少的国家或地区打入过世界杯決賽周。乌拉圭亦是赢得过奥运会团体项目金牌的国家中人口最少的一个。
烏拉圭队与阿根廷队是在所有國際比賽中交手次数最多的两支国家队，目前两队已交战183次。

## 历史

### 1900至1910年代
1900年乌拉圭足协成立后，随即组建乌拉圭国家队。1901年在乌拉圭首都蒙得维的亚进行的乌拉圭队对阿根廷队的比赛，是足球史上在英国与爱尔兰之外的第一场国际官方足球赛，乌拉圭队以2-3落败。自1905年起，苏格兰红茶业大亨托马斯·利普顿出资创办了立顿杯足球赛，只由乌拉圭与阿根廷两支国家队参加，而且两队只能由本国出生的球员组成。1906年又创办了同样只有乌拉圭与阿根廷队对决的牛顿杯足球赛。因此，在1916年之前，乌拉圭国家队已经参加了30多场国际足球比赛，除1场外对手都是阿根廷队。在1916年第一届南美足球锦标赛上，他们战胜巴西队和智利队，逼平了东道主阿根廷队，以2胜1平、入6球失1球的总成绩名列积分榜首位，成为历史上第一个南美洲足球冠军，同时也是世界第一支洲冠军球队。1917年，乌拉圭蒙得维的亚举办了第二届南美足球锦标赛，乌拉圭队以两个4-0分别战胜智利队和巴西队，最后凭借斯卡罗尼的进球1-0小胜阿根廷队，在本土成功卫冕。

### 1920至1930年代
20世纪20至30年代初是乌拉圭足球称霸世界足坛的时代。当时乌拉圭出现了纳扎齐、安德拉德、塞阿、斯卡罗尼、佩德罗·彼得罗内、桑托斯·伊利亚特等一批天才球员，组成了一支无坚不摧的球队。1920年在智利举办的第四届南美足球锦标赛上，乌拉圭队先是1-1战平阿根廷队，然后以6-0大胜巴西队，最后2-1小胜智利，在前四届比赛中三次夺冠，一次获亚军。1924年，乌拉圭队成为第一支参加奥运会足球比赛的南美洲球队。由于世界杯还未创办，当时奥运会足球赛的重要性远远高于现在。在法国巴黎奥运会上，乌拉圭人通过短传配合而不是体力和速度克敌制胜，给欧洲人带来了革命性的足球理念。同时，乌拉圭队也将当时流行的2-3-5“倒金字塔”阵型的进攻优势发挥得淋漓尽致。他们首战以7-0狂胜欧洲劲旅南斯拉夫队，第二轮3-0击败美国队，然后5-1大胜东道主法国队，2-1淘汰荷兰队杀入决赛。最终乌拉圭队以3-0完胜瑞士队，首次参赛就夺得了奥运会足球项目金牌。此届奥运会上乌拉圭队5战全胜、攻入20球仅失2球的战绩震撼了欧洲足坛。
1927年第十一届南美锦标赛中，乌拉圭队9-0大胜玻利维亚队，创造了国家队史上最大比分的胜利。在1928年阿姆斯特丹奥运会上乌拉圭队卷土重来，在第一轮中2-0击败荷兰队，四分之一决赛以4-1大胜德国队，半决赛3-2战胜意大利队。在决赛中乌拉圭队与阿根廷队打成1-1平，根据当时规则需重赛一场以决胜负。最后乌拉圭以2-1战胜阿根廷成功卫冕，并且在连续两届奥运会上未尝败绩。

#### 首届世界杯夺冠

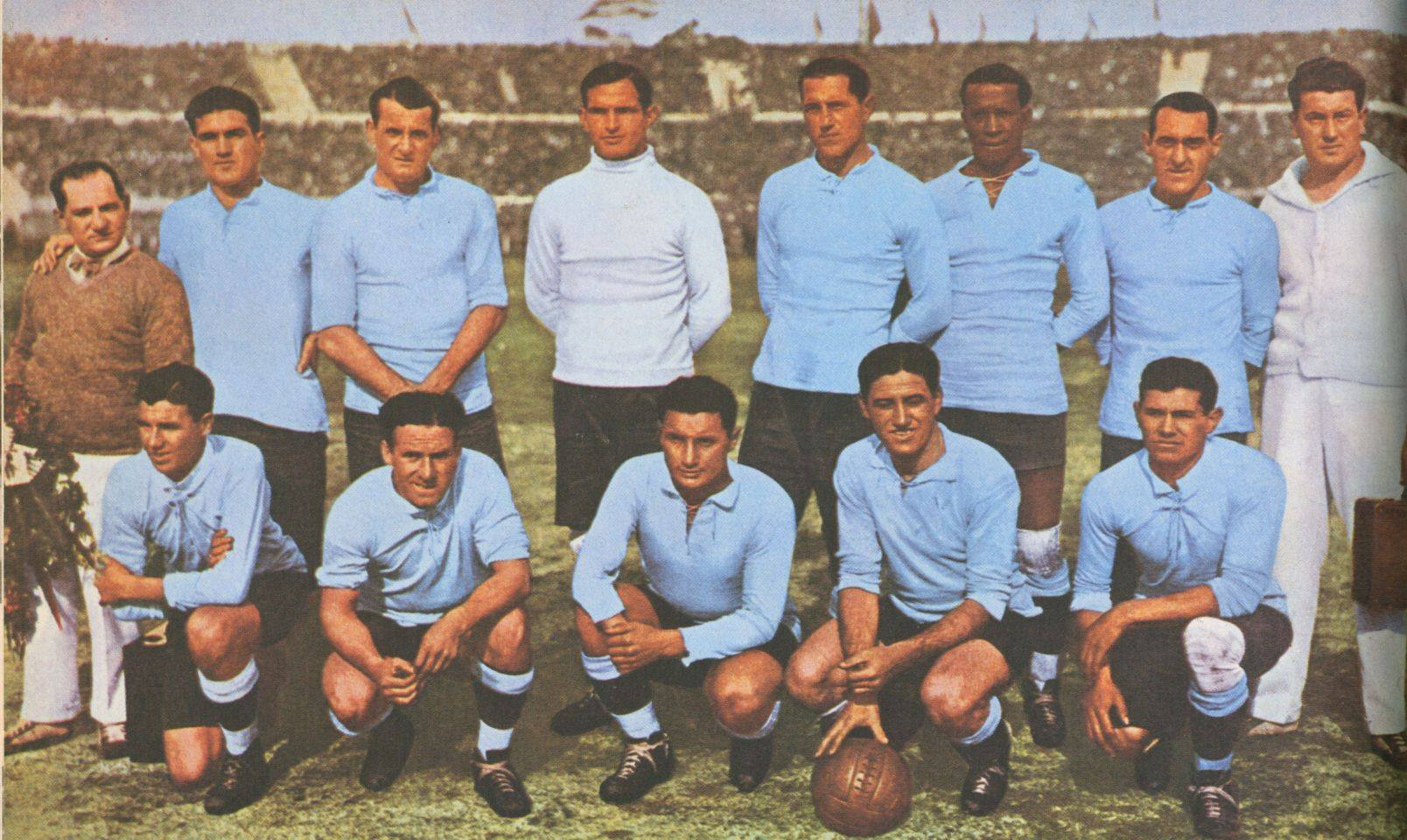
1930年首屆世界盃，烏拉圭獲得首座金盃殊榮。

1928年奥运会期间，国际足联主席宣布了举办独立于奥运会之外的世界杯足球赛的计划。在蝉联奥运冠军后，乌拉圭足协向国际足联提出申请，希望在1930年乌拉圭宪法颁布100周年之际举办世界杯，并专门为此修建一座大型足球场。不仅如此，乌拉圭政府还将支付各国球队的参赛费用。国际足联在1929年巴塞罗那会议上确定第一届世界杯由乌拉圭举办。然而要将此付诸实际却困难重重。当时洲际交通还很不发达，欧洲球队到乌拉圭参赛，需花费半个多月的时间乘轮船跨越大西洋，还要适应南半球相反的季节和迥异的气候。更重要的是，球员将在两个多月内无法参加所在俱乐部的联赛。有些俱乐部甚至禁止球员赴南美参赛。乌拉圭向所有FIFA成员以及英足总发出了邀请。最后在国际足联主席雷米特的介入下，才有法国、比利时、南斯拉夫、罗马尼亚4支欧洲球队参赛。不过，美洲的大部分国家都参加了比赛。
此届所有的比赛都在乌拉圭首都蒙得维的亚举行。乌拉圭政府为此修建了能容纳10万人的世纪球场，这在当时是一座超巨型足球场，被雷米特称为“足球神庙”。乌拉圭队在小组赛中战胜了秘鲁队和罗马尼亚队，半决赛以6-1大胜南斯拉夫队，其中佩德罗·塞阿上演了帽子戏法。同时，另一支夺冠热门阿根廷队也以6-1战胜美国队杀入决赛。决赛中，有主场之利的乌拉圭队在上半场1-2落后的局面下，最终以4-2战胜阿根廷队夺冠。乌拉圭队队长纳扎齐捧起了第一座世界冠军奖杯。本届杯赛乌拉圭队4战全胜，攻入15球仅失3球。由于不少欧洲国家拒绝参加这届世界杯，乌拉圭足协决定抵制1934年在意大利举办的第二届世界杯赛，未能延续在世界杯上的辉煌成就。1935年，年近34岁的纳扎齐率队夺得第7个南美足球冠军。1938年第三届世界杯由法国举办，这又违反了世界杯赛由欧洲、南美洲轮流举办的协定，因此乌拉圭足协再次拒绝参赛。

### 1940至1950年代
在1942年的南美锦标赛上，乌拉圭队第8次夺冠。乌拉圭队第二次参加世界杯赛是在1950年的巴西。巴西人对本届冠军势在必得，为此特地在首都里约热内卢修建了马拉卡纳体育场。本届比赛采取积分制，由四个小组的第一名进行循环赛，积分最高者为冠军。乌拉圭在小组赛中以8 - 0大胜本组唯一的对手玻利维亚队出线。之后，乌拉圭队以2 - 2战平西班牙队、3 - 2战胜瑞典队，在最后一场比赛中迎战势不可挡的东道主巴西队。此前，巴西队以7 - 1和6 - 1狂胜瑞典和西班牙，领先乌拉圭队一个积分，只需打平即可夺冠。最后一场比赛被安排在马拉卡纳球场进行。在这场万众瞩目的“决赛”前，有8万个座位的马拉卡纳球场挤进了199954名球迷。上半场两队均无进球。下半场开场仅2分钟，巴西队由弗里亚萨（Friaça）攻入一球，此时巴西人已将雷米特杯视为囊中之物。然而在第66分钟，乌拉圭队的胡安·斯基亚菲诺（Juan Schiaffino）扳平了比分；第79分钟，吉贾（Alcides Ghiggia）完成了致命一击，使乌拉圭队以2 - 1反败为胜，第二次夺得世界杯冠军。比赛结束时，全场球迷鸦雀无声，巴西的赛会组织者没有举行任何仪式就离开现场，留下国际足联主席雷米特独自站在场上，将雷米特金杯交给乌拉圭队队长巴雷拉（Obdulio Varela）。这场足球史上的经典对决被称为“马拉卡纳打击”（葡萄牙语：Maracanazo）。

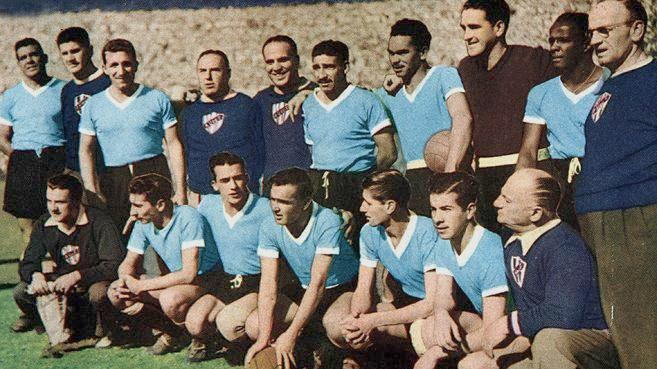
赢得1950年世界杯冠军的乌拉圭队

1954年在瑞士举办的世界杯赛上，乌拉圭队在小组赛中7 - 0大胜苏格兰队，2 - 0克捷克斯洛伐克队，以C组第一出线。随后以4 - 2淘汰英格兰队。此后乌拉圭队多名主力球员受伤退赛，在半决赛的加时赛中2 - 4不敌处于巅峰状态的匈牙利队，这也是乌拉圭队在世界杯上的首场失利。最终在季军战中负于奥地利队取得第四名。50年代后期，随着联邦德国、巴西等国足球队的崛起，乌拉圭开始淡出一流足球强国的行列。1958年，乌拉圭队在世界杯预选赛中，由于在客场0-5惨败给巴拉圭队，首次未能晋级世界杯决赛圈。

### 1960至1970年代
1962年在智利世界杯赛上，乌拉圭队在首战战胜哥伦比亚队后，先后败于南斯拉夫队和苏联队，小组赛即遭淘汰。1966年世界杯在英格兰举办，乌拉圭队与东道主英格兰队携手从A组出线，但在四分之一决赛中不敌联邦德国队，止步于八强。在1970年墨西哥世界杯赛上，乌拉圭队以B组第二名出线，在四分之一决赛1-0小胜苏联队杀入四强，然而在半决赛中被贝利领衔的巴西队以3-1淘汰，最后0-1负于联邦德国队获得第四名。这成为1958年至2006年的48年间，乌拉圭队在世界杯上获得的最好成绩。1974年联邦德国举办的世界杯赛中，作为C组种子队的乌拉圭队，仅取得一平两负的成绩小组垫底，没有晋级淘汰赛。此后乌拉圭队的实力每况愈下，连续两届无缘世界杯决赛圈，同时在美洲杯赛事上也未取得好的成绩。

### 1980至2000年代

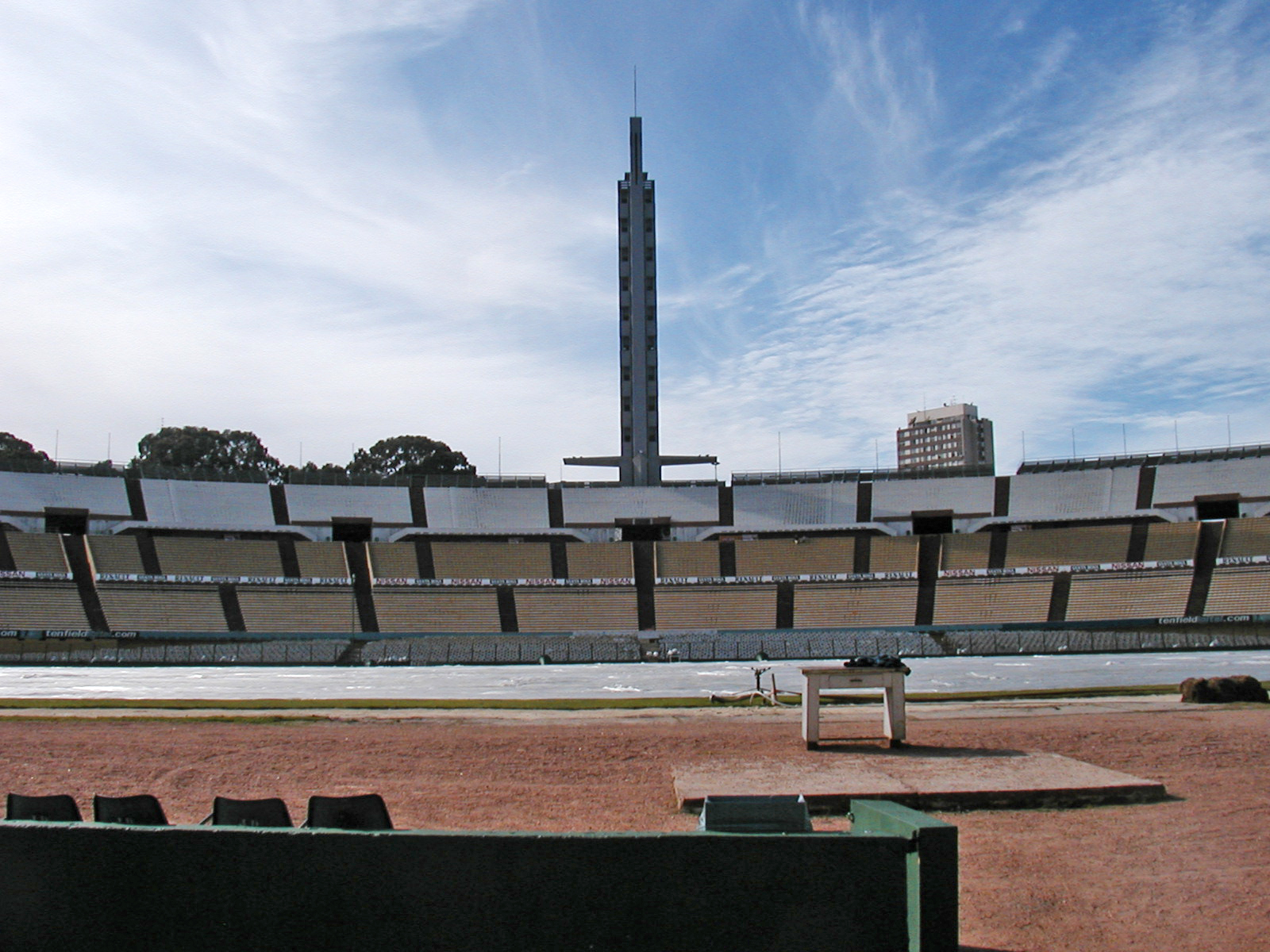
曾举行第一届世界杯决赛、1995年美洲杯决赛的乌拉圭队主场世纪球场

到了1980年代，“王子”弗朗西斯科利、“灵猫”索萨、本戈切亚、丰塞卡、波耶特等一批球星的出现使乌拉圭足球有了转机。1980年底到1981年初，为纪念世界杯创办50周年，乌拉圭举办了世界金杯足球赛，邀请历届世界杯冠军得主齐聚一堂，这被认为是后来联合会杯的雏形。意大利、西德、巴西、阿根廷应邀参赛，惟英格兰拒绝参加，改由兩届世界杯亚军荷兰顶替。乌拉圭在小组赛中以两个2-0分别战胜意大利、荷兰，决赛中2-1绝杀巴西夺冠。在1983年、1987年，乌拉圭连夺两届美洲杯冠军，但在世界杯赛上的表现仍乏善可陈。1986年墨西哥世界杯上，乌拉圭在分組初賽以1-6慘敗於丹麦腳下，僅以小組第三名出線，但於十六强赛中被本届冠军阿根廷以1-0淘汰。1988年，执教过阿根廷博卡青年队的乌拉圭人奥斯卡·塔巴雷斯第一次出任乌拉圭国家队主教练。然而在1990年世界杯上，乌拉圭小组出线后即以0-2败给东道主意大利。1990年代，乌拉圭足球再次陷入低谷，1994年、1998年连续两次未能通过世界杯预选赛。但在美洲杯赛上，乌拉圭仍显示出不俗的实力。在1995年乌拉圭本土举办的美洲杯赛上，他们在决赛中以点球战胜了去年的世界杯冠军巴西队，第14次获得美洲杯冠军。
21世纪之初，乌拉圭虽然擁有“中国男孩”阿尔瓦罗·雷科巴、马塞洛·萨拉耶塔等球员，但整体实力与一流强队还有很大差距。在2002年韩国-日本世界杯上，乌拉圭0:0战平法国，3:3战平塞内加尔，1:2负于丹麦，小组赛即遭淘汰。4年后，乌拉圭未能通过德国世界杯的预选赛，这次世界杯的缺席促使乌拉圭足协再次邀请乌拉圭名帅奥斯卡·塔巴雷斯出山，带领国家队征战2010年南非世界杯。此后乌拉圭队主要采用4-3-3及4-3-1-2阵型。2007年美洲杯比赛，乌拉圭在半决赛中与巴西战成2:2平，最后互射点球遭淘汰，取得第四名。

### 2010年代

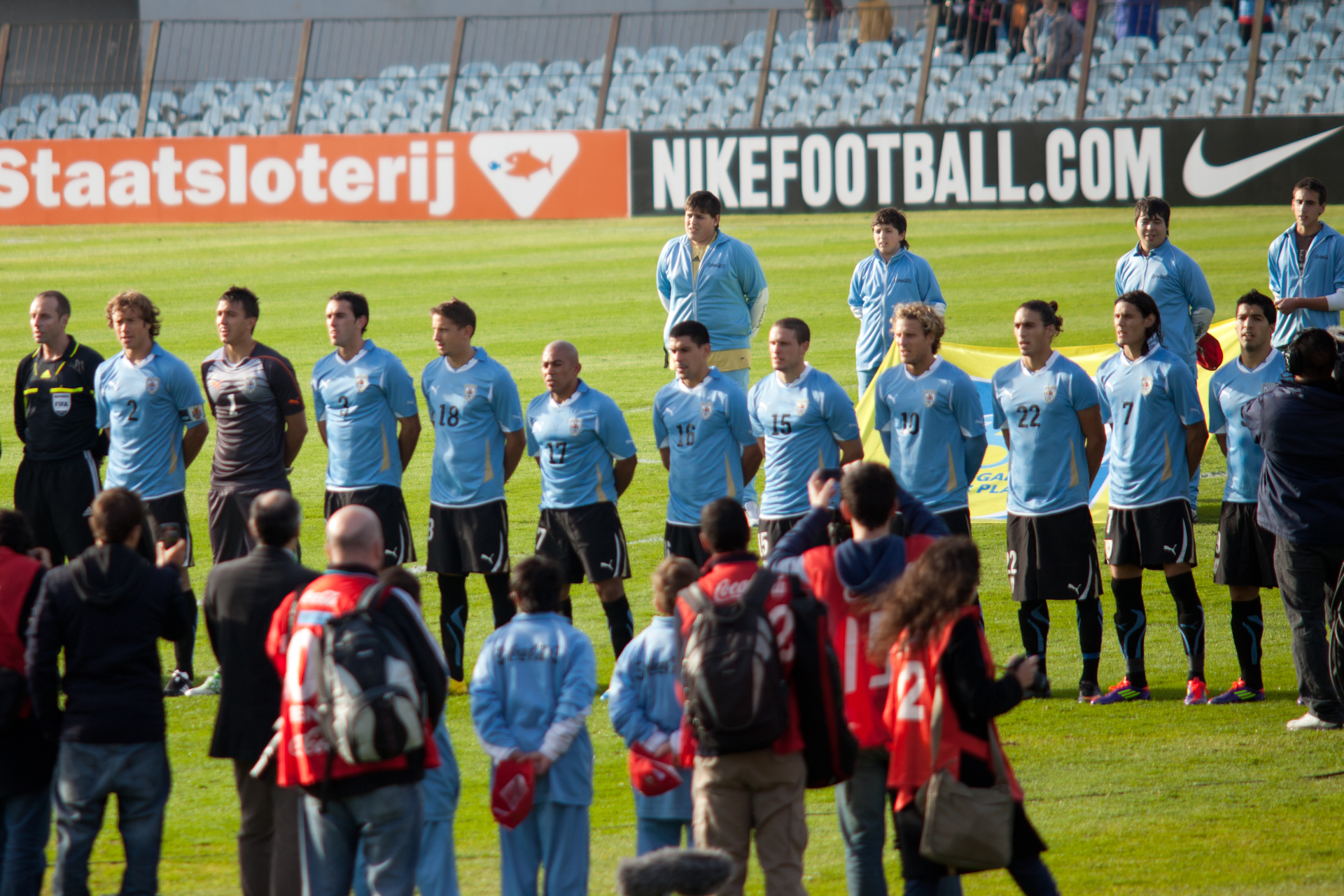
乌拉圭国家队（2011年6月）

在2010年世界杯南美区预选赛上，乌拉圭队表现不佳，18战6胜6平6负，积分排在巴西、智利、巴拉圭、阿根廷之后名列第五。他们在加赛中战胜中北美和加勒比海赛区的哥斯达黎加队后才凭借这“半个”名额进入世界杯决赛圈。但形成鲜明对比的是，2010年南非世界杯开赛后，乌拉圭队在小组赛中发挥出色，他们0-0战平上届亚军法国队，3-0战胜东道主南非队，1-0小胜墨西哥队，以小组第一、未失一球的不败战绩进入16强。在第一场淘汰赛，乌拉圭队以2-1轻取韩国队。在对加纳队的四分之一决赛中，乌拉圭队多名球员在上半场即意外受伤。双方在90分钟内战成1-1平，进入加时赛。戏剧性的一幕发生在加时赛最后一分鐘，加纳队获得一个禁区外围的任意球。罚球開出后，加纳球员的头球攻門，被護空門的乌拉圭前锋路易斯·苏亚雷斯在球门线前故意用手挡出，結果加納獲得一記十二碼罰球，同時苏亚雷斯被红牌罚離場，但主射該記十二碼罰球的加纳前锋阿萨莫阿·吉安却将球射中横楣弹出，令比賽在加時賽無法分出勝負要進行互射十二碼。此時，乌拉圭门将費爾南多·穆斯萊拉发挥出色，连续扑出加纳队两个十二碼，使乌拉圭队最终以4-2淘汰加納，自1970年以后再次进入四强。在半决赛中，乌拉圭队队长迭戈·卢加诺、中场尼古拉斯·洛代罗因伤缺阵，苏亚雷斯被红牌停赛，使乌拉圭2-3不敌荷兰。在与德国争夺第三名的比赛中，乌拉圭队一度凭借科蘭打进的反弹球2-1领先，最后德国队连扳2球反超比分。本届世界杯赛乌拉圭队虽仅获第四名，却成为唯一一支进入四强的美洲球队。乌拉圭前锋迭戈·弗兰也获得了金球奖。
在2011年美洲杯赛中，乌拉圭队小组赛以两个1-1战平秘鲁队和智利队，1-0小胜阵容不整的墨西哥队，仅以小组第二出线。但在1/4决赛中，乌拉圭队在开局不利的情况下在120分钟内与东道主阿根廷队战成1-1平，通过点球淘汰了阿根廷队。随后乌拉圭队以2-0战胜秘鲁队，在决赛中3-0轻取巴拉圭队，第15次夺得美洲杯冠军。此时乌拉圭队的国际足联排名已升至第2位，仅次于世界冠军西班牙队。
2014年世界杯南美区预选赛中，乌拉圭队只得第五名，通过附加赛战胜了亚洲的約旦队才得以晋级决赛圈。2014年世界杯中，乌拉圭作队为D组种子队，与意大利队、英格兰队及哥斯达黎加队分在一组，是名副其实的死亡之组。D组首战，由于苏亚雷斯的缺阵，乌拉圭队在领先一球的局势下，爆冷以1-3败给哥斯达黎加。第二場，凭借带伤作战的苏亚雷斯的神奇表现，打入兩球令乌拉圭队以2-1战胜英格兰队，追至意大利队同分。第三場，烏拉圭隊以1-0绝杀義大利隊，晉級16強，但苏亚雷斯比賽時咬傷意大利队的基耶利尼而被禁賽。在16強淘汰賽中，烏拉圭队0-2不敌风头正劲的哥倫比亞队，結束了巴西世界盃的征程。
2018年世界杯南美区外圍賽，烏拉圭取得第二名，晉級2018年世界杯決賽周。當屆世界盃時，國際足球聯合理事會為蘇亞雷斯一事將世界盃規則第12條中，咬人將和其他的不當行為一樣，將被判罰自由球，咬人的球員將被紅牌罰下。
2018年世界盃決賽周，烏拉圭被編入與主辦國俄羅斯、埃及及沙特阿拉伯同組，烏拉圭成為出線熱門，結果他們以三戰全勝不失一球以小組第一晉級淘汰賽。烏拉圭在十六強憑射手艾甸臣·卡雲尼連入兩球，以2-1淘汰應屆歐洲冠軍葡萄牙，繼2010年世界杯後再次晉級八強，但烏拉圭在八強賽以0-2不敵後來取得冠軍的法國出局。

### 2020年代
2022年世界杯南美区外圍賽，烏拉圭取得第三名，晉級2022年世界杯決賽周。
2022年世界杯决赛周，乌拉圭与葡萄牙、加纳和韩国分在H组。乌拉圭在第一场以0-0战平韩国，随后在第二场以0-2负于葡萄牙。在最后一场小组赛中，尽管乌拉圭以2-0战胜加纳，但由于韩国队以2-1击败葡萄牙队后乌拉圭与韩国同得4分，净胜球数相同，但得球数不及韩国，最终以小组第三的成绩结束卡塔尔世界杯的征程。

## 大赛成绩

### 世界盃成績
| 年份   | 最终成绩 | 名次     | 場數     | 勝       | 和       | 負       | 得球     | 失球     |
| ------ | -------- | -------- | -------- | -------- | -------- | -------- | -------- | -------- |
| 1930年 | 冠軍     | 1        | 4        | 4        | 0        | 0        | 15       | 3        |
| 1934年 | 拒绝参赛 | 拒绝参赛 | 拒绝参赛 | 拒绝参赛 | 拒绝参赛 | 拒绝参赛 | 拒绝参赛 | 拒绝参赛 |
| 1938年 | 拒绝参赛 | 拒绝参赛 | 拒绝参赛 | 拒绝参赛 | 拒绝参赛 | 拒绝参赛 | 拒绝参赛 | 拒绝参赛 |
| 1950年 | 冠軍     | 1        | 4        | 3        | 1        | 0        | 15       | 5        |
| 1954年 | 殿軍     | 4        | 5        | 3        | 0        | 2        | 16       | 9        |
| 1958年 | 未晉級   | 未晉級   | 未晉級   | 未晉級   | 未晉級   | 未晉級   | 未晉級   | 未晉級   |
| 1962年 | 小組賽   | 13       | 3        | 1        | 0        | 2        | 4        | 6        |
| 1966年 | 八強     | 7        | 4        | 1        | 2        | 1        | 2        | 5        |
| 1970年 | 殿軍     | 4        | 6        | 2        | 1        | 3        | 4        | 5        |
| 1974年 | 小組賽   | 13       | 3        | 0        | 1        | 2        | 1        | 6        |
| 1978年 | 未晉級   | 未晉級   | 未晉級   | 未晉級   | 未晉級   | 未晉級   | 未晉級   | 未晉級   |
| 1982年 | 未晉級   | 未晉級   | 未晉級   | 未晉級   | 未晉級   | 未晉級   | 未晉級   | 未晉級   |
| 1986年 | 十六強   | 16       | 4        | 0        | 2        | 2        | 2        | 8        |
| 1990年 | 十六強   | 16       | 4        | 1        | 1        | 2        | 2        | 5        |
| 1994年 | 未晉級   | 未晉級   | 未晉級   | 未晉級   | 未晉級   | 未晉級   | 未晉級   | 未晉級   |
| 1998年 | 未晉級   | 未晉級   | 未晉級   | 未晉級   | 未晉級   | 未晉級   | 未晉級   | 未晉級   |
| 2002年 | 小組賽   | 26       | 3        | 0        | 2        | 1        | 4        | 5        |
| 2006年 | 未晉級   | 未晉級   | 未晉級   | 未晉級   | 未晉級   | 未晉級   | 未晉級   | 未晉級   |
| 2010年 | 殿軍     | 4        | 7        | 3        | 2        | 2        | 11       | 8        |
| 2014年 | 十六強   | 12       | 4        | 2        | 0        | 2        | 4        | 6        |
| 2018年 | 八強     | 5        | 5        | 4        | 0        | 1        | 7        | 3        |
| 2022年 | 小組賽   | 20       | 3        | 1        | 1        | 1        | 2        | 2        |
| 總結   | 2次冠軍  | 14/22    | 59       | 25       | 13       | 21       | 89       | 76       |

### 联合会杯成绩
| 年份   | 成績     | 排名 | 場數 | 勝 | 和 | 負 | 得球 | 失球 |
| ------ | -------- | ---- | ---- | -- | -- | -- | ---- | ---- |
| 1992年 | 未能晉級 | -    | -    | -  | -  | -  | -    | -    |
| 1995年 | 未能晉級 | -    | -    | -  | -  | -  | -    | -    |
| 1997年 | 殿軍     | 4    | 5    | 3  | 0  | 2  | 8    | 6    |
| 1999年 | 未能晉級 | -    | -    | -  | -  | -  | -    | -    |
| 2001年 | 未能晉級 | -    | -    | -  | -  | -  | -    | -    |
| 2003年 | 未能晉級 | -    | -    | -  | -  | -  | -    | -    |
| 2005年 | 未能晉級 | -    | -    | -  | -  | -  | -    | -    |
| 2009年 | 未能晉級 | -    | -    | -  | -  | -  | -    | -    |
| 2013年 | 殿軍     | 4    | 5    | 2  | 1  | 2  | 14   | 7    |
| 2017年 | 未能晉級 | -    | -    | -  | -  | -  | -    | -    |
| 總結   | 2次殿軍  | 2/10 | 10   | 5  | 1  | 4  | 22   | 13   |

### 美洲杯（南美足球锦标赛）成绩
乌拉圭队在美洲杯足球赛（南美足球锦标赛）中共获得15次冠军、6次亚军、9次季军。在本国举办的7次赛事中全部夺冠。
| 1916年 | 冠军   | 1939年 | 亚军   | 1967年  | 冠军       | 2011年   | 冠军   |
| 1917年 | 冠军   | 1941年 | 亚军   | *1975年 | 季军(并列) | 2015年   | 第7名  |
| 1919年 | 亚军   | 1942年 | 冠军   | 1979年  | 第6名      | * 2016年 | 第11名 |
| 1920年 | 冠军   | 1945年 | 第4名  | 1983年  | 冠军       | 2019年   | 第6名  |
| 1921年 | 季军   | 1946年 | 第4名  | 1987年  | 冠军       | 2021年   | 第5名  |
| 1922年 | 季军   | 1947年 | 季军   | 1989年  | 亚军       | 2024年   | 季军   |
| 1923年 | 冠军   | 1949年 | 第6名  | 1991年  | 第5名      |          |        |
| 1924年 | 冠军   | 1953年 | 季军   | 1993年  | 第6名      |          |        |
| 1925年 | 未参赛 | 1955年 | 第4名  | 1995年  | 冠军       |          |        |
| 1926年 | 冠军   | 1956年 | 冠军   | 1997年  | 第8名      |          |        |
| 1927年 | 亚军   | 1957年 | 季军   | 1999年  | 亚军       |          |        |
| 1929年 | 季军   | 1959年 | 第6名  | 2001年  | 第4名      |          |        |
| 1935年 | 冠军   | 1959年 | 冠军   | 2004年  | 季军       |          |        |
| 1937年 | 季军   | 1963年 | 未参赛 | 2007年  | 第4名      |          |        |

- 注1：1975年，南美足球锦标赛改名美洲杯（Copa América）。
- 注2：2016年百年美洲杯比赛为庆祝美洲杯举办100周年特设，其冠军不参加2017年联合会杯比赛。

### 奥运会足球赛成绩
| 年份          | 最终成绩       | 场数           | 胜             | 平             | 负             | 得球           | 失球           |
| ------------- | -------------- | -------------- | -------------- | -------------- | -------------- | -------------- | -------------- |
| 1900年-1920年 | 未参赛         | 未参赛         | 未参赛         | 未参赛         | 未参赛         | 未参赛         | 未参赛         |
| 1924年        | 冠军           | 5              | 5              | 0              | 0              | 20             | 2              |
| 1928年        | 冠军           | 5              | 4              | 1              | 0              | 12             | 5              |
| 1932年-2008年 | 未参赛或未晋级 | 未参赛或未晋级 | 未参赛或未晋级 | 未参赛或未晋级 | 未参赛或未晋级 | 未参赛或未晋级 | 未参赛或未晋级 |
| 2012年        | 小組賽         | 3              | 1              | 0              | 2              | 2              | 4              |
| 2016年        | 未晋级         | 未晋级         | 未晋级         | 未晋级         | 未晋级         | 未晋级         | 未晋级         |
| 总计          | 3/26           | 13             | 10             | 1              | 2              | 34             | 11             |

## 球員名單

### 球員名單
- 以下26名球員名單獲召參與2022年國際足協世界盃。
- 球員名單、出場次數、入球數更新至2022年11月11日。

| 号码       | 位置       | 球員名字             | 出生日期       | 出場次數   | 入球       | 效力球隊     |            |
| 門將（GK） | 門將（GK） | 門將（GK）           | 門將（GK）     | 門將（GK） | 門將（GK） | 門將（GK）   | 門將（GK） |
| ---------- | ---------- | -------------------- | -------------- | ---------- | ---------- | ------------ | ---------- |
| 1          |            | 費爾南多·穆斯萊拉    | 1986年6月16日  | 133        | 0          | 加拉塔沙雷   |            |
| 12         |            | 塞瓦斯蒂安·索萨      | 1986年8月19日  | 1          | 0          | 独立隊       |            |
| 23         |            | 塞尔希奥·罗切特      | 1993年3月23日  | 8          | 0          | 烏拉圭民族   |            |
| 後衞（DF） |            |                      |                |            |            |              |            |
| 2          | 后卫       | 荷西·瑪利亞·基文尼斯 | 1995年1月20日  | 78         | 8          | 西班牙       |            |
| 3          | 后卫       | 迭戈·戈丁            | 1986年2月16日  | 159        | 8          | 萨斯菲尔德   |            |
| 4          | 后卫       | 罗纳德·阿劳霍        | 1999年3月7日   | 12         | 0          | 巴塞罗那     |            |
| 13         | 后卫       | 吉列尔莫·巴雷拉      | 1993年3月24日  | 9          | 0          | 弗拉门戈     |            |
| 16         | 后卫       | 马蒂亚斯·奥利韦拉    | 1997年10月31日 | 8          | 0          | 那不勒斯     |            |
| 17         | 后卫       | 马蒂亚斯·比尼亚      | 1997年11月9日  | 26         | 0          | 羅馬         |            |
| 19         | 后卫       | 塞巴斯蒂安·科茨      | 1990年10月7日  | 47         | 1          | 葡萄牙体育   |            |
| 22         | 后卫       | 馬田·卡沙利斯        | 1987年4月7日   | 115        | 4          | 洛杉磯銀河   |            |
| 26         | 后卫       | 荷西·路易斯·羅德里奎 | 1997年3月14日  | 0          | 0          | 烏拉圭民族   |            |
| 中場（MF） |            |                      |                |            |            |              |            |
| 5          | 中場       | 马蒂亚斯·维西诺      | 1991年8月24日  | 62         | 4          | 拉素         |            |
| 6          | 中場       | 罗德里戈·本坦库尔    | 1997年6月25日  | 51         | 1          | 熱刺         |            |
| 7          | 中場       | 尼古拉斯·德拉克魯茲  | 1997年6月1日   | 17         | 2          | 河床         |            |
| 10         | 中場       | 乔治安·德阿拉斯凯塔  | 1994年6月1日   | 40         | 8          | 弗拉门戈     |            |
| 14         | 中場       | 卢卡斯·托雷拉        | 1996年2月11日  | 40         | 0          | 加拉塔沙雷   |            |
| 15         | 中場       | 費德里科·巴爾韋德    | 1998年7月22日  | 44         | 4          | 皇家马德里   |            |
| 25         | 中場       | 曼努埃尔·乌加特      | 2001年4月11日  | 6          | 0          | 葡萄牙体育   |            |
| 前鋒（FW） |            |                      |                |            |            |              |            |
| 8          | 前鋒       | 法昆多·佩里斯里      | 2001年9月20日  | 7          | 0          | 曼聯         |            |
| 9          | 前鋒       | 路易斯·蘇亞雷斯      | 1987年1月24日  | 134        | 68         | 烏拉圭民族   |            |
| 11         | 前鋒       | 達雲·紐尼斯          | 1999年6月24日  | 13         | 3          | 利物浦       |            |
| 18         | 前鋒       | 麥斯·高美斯          | 1996年8月14日  | 27         | 4          | 特拉布宗体育 |            |
| 20         | 前鋒       | 法昆多·托雷斯        | 2000年4月13日  | 10         | 0          | 奧蘭多城     |            |
| 21         | 前鋒       | 埃丁森·卡瓦尼        | 1987年2月14日  | 133        | 58         | 华伦西亚     |            |
| 24         | 前鋒       | 阿古斯丁·卡诺比奥    | 1998年10月1日  | 3          | 0          | 巴拉纳竞技   |            |

## 球衣
目前烏拉圭的球衣贊助商是Nike。乌拉圭队球衣上的四颗星代表2届世界杯冠军和2届奥运会足球冠军。因为在世界杯创办之前，奥运会足球冠军即为足球世界冠军。
| 1901 · (Albion队) | 1901–1910 | 1901–1910 | 1901–1910 |

| 1901–1910 | 1901–1910 | 1935* | 1910年至今 |

* 用于1935年在秘鲁举办的南美足球锦标赛。

## 著名球员
- 荷西·納薩茲（José Nasazzi），绰号“大元帅”，司职后卫，乌拉圭队夺得1930年世界杯冠军时的队长
- 荷西·安德拉德（José Andrade）
- 何塞·佩德罗·塞阿（José Pedro Cea），前锋
- 埃克托·斯卡罗内（Héctor Pedro Scarone），前锋
- 赫克托·卡斯特羅（Héctor Castro）司职前锋，因车祸右臂前端被截肢，绰号“独臂将军”
- 阿爾基得斯·吉賈 （Alcides Ghiggia）
- 胡安·阿尔伯托·斯基亚菲诺（Juan Alberto Schiaffino）
- 奥布杜里奥·巴雷拉（Obdulio Varela），绰号“黑酋长”，乌拉圭队夺得1950年世界杯冠军时的队长
- 拉多尔夫·罗德里格斯（Rodolfo Rodriguez）
- 恩佐·弗朗西斯科利（Enzo Francescoli），绰号“王子”
- 鲁本·索萨（Rubén Sosa），绰号“灵猫”
- 丹尼尔·丰塞卡（Daniel Fonseca）
- 阿爾瓦羅·雷科巴（Álvaro Recoba），绰号“中国男孩”
- 迭戈·弗兰（Diego Forlán），2010年世界杯金球奖得主
- 迭戈·卢加诺（Diego Lugano），被稱為TOTA，是天才（Talento）、自豪（Orgulio）、技巧（Tecnico）和抱負（Ambicion）這四個詞語的第一個字母所組成的簡稱
- 路易斯·苏亚雷斯（Luis Suárez），綽號「神槍手」，被中国球迷称为“苏神”、“苏牙”
- 埃丁森·卡瓦尼（Edinson Cavani），綽號「鬥牛士」
- 迭戈·戈丁（Diego Godín）
- 費爾南多·穆斯萊拉 (Fernando Muslera)
- 荷西·馬田·卡沙利斯 (José Martín Cáceres) ，后卫
- 費德里科·巴爾韋德 (Federico Valverde)